# Robert Cieślewicz
Robert Cieślewicz (ur. 26 października 1968 w Gnieźnie) – polski piłkarz występujący na pozycji napastnika. Karierę zaczynał w Stilonie Gorzów. Następnie, po opuszczeniu Gorzowa występował w jeszcze kilku polskich klubach, zaś w 1999 roku wyjechał na Wyspy Owcze by tam kontynuować swoją karierę, którą zakończył w 2003 roku. Ojciec Adriana i Łukasza.

## Sukcesy

### VB Vágur
- Mistrzostwo Wysp Owczych: 2000